# Legio I Isaura Sagittaria
Legio I Isaura Sagittaria (I Ісаврійський Лучників легіон) — римський легіон часів пізньої імперії в Ісаврії.

## Історія
Був створений близько 278 року імператором Пробом (разом з Legio II Isaura та Legio III Isaura) для війни з племенами ісаврів у горах Тавра (в гірській частині Кілікії). Спочатку чисельність складала 2000 легіонерів. Значна частина складалася з лучників, що відобразилося у назві (Sagittaria). Воював під час приборкання ісаврів.
За наказом Ліцинія I чисельність збільшена до 6000 легіонерів, оскільки ісаври, скориставшись розгардіяшем в імперії, знову повстали. Під час реформи Костянтина I у 320-х роках чисельність легіону зменшилася знову до 2000 легіонерів. З 350 року як псевдокомітати розташовувався у м.Селевкія в Ісаврії.
У 354 році (разом з Legio II Isaura та Legio III Isaura) під орудою коміта Кастриція захищав місто Селевкія від ісаврів та кілікійців.
У 365–366 роках зберіг вірність імператору Валенту, а потім брав участь у боротьбі з узурпатором Прокопієм. Після поразки останнього, а потім іншого узурпатора Марцелла легіон перебував на північному заході Малої Азії. У 368 році повернувся до Селевікії Ісаврійської, де продовжував виконувати завдання лімітанів (прикордонників), але було підвищено до псевдокомітатів (польової піхоти).
Напочатку V ст. відповідно до Переліку почесних посад (Notitia Dignitatum) все ще перебував в Ісаврії, підпорядковувався magister militum per Orientem (військовому командувачу Сходу). Ймовірно продовжував виконувати ці завдання до кінця століття.